# 태왕
태왕(太王)은 고구려에서 주로 쓰인 한반도의 독자적인 군주호이다. 중국 북조의 경우 황제라는 뜻인 천왕(天王)이라는 칭호를 썼는데 그 영향을 받은 것으로 추정된다.

## 고구려
《삼국사기》, 《삼국유사》 등 한국의 사서와 중국의 사서에서는 아무래도 후대나 타국의 입장에서 쓰인 사서에서는 일반적인 예에 맞춰서 왕과 대왕이 혼용되어 기술되는 경향이 있는 편이고 광개토왕릉비(414년), 호우총 출토 광개토왕호우(415년), 모두루 묘지명(5세기 초), 중원고구려비(5세기), 태왕릉 출토 벽돌명과 청동방울(5세기), 서봉총 출토 은합우(451년) 등 주로 5~7세기 고구려인들이 남긴 고고학 자료에서 태왕 칭호가 일반적으로 쓰인다.
모두루 묘지명은 國岡上大開土地好太聖王(국강상대개토지호태성왕)이라 하여 성왕(聖王)이란 용어도 나타난다. 또한 모두루 묘지명에서 다른 글자도 발견됐는데 國罡上聖太王(국강상성태왕)이라고 쓰여 있고 이것은 미천왕 또는 고국원왕을 가르키는 것으로 보인다. 중원고구려비는 마모가 심하여 저마다 판독이 다른데 주로 國麗太王(고려태왕)으로 판독한다. 태왕릉 출토 청동방울은 辛卯年好大王(신묘년호대왕)이라고 적혀 있다.
7세기 고구려 유민인 고을덕 묘지명에서도 영류왕을 건무태왕이라 지칭한 용례가 있다.
이로 보아 태왕은 왕보다 높은 호칭으로 보인다. 태왕이 처음 쓰인 시기는 저마다 의견이 다른데 미천왕, 고국원왕, 고국양왕, 광개토왕 등이 있다.
일각에서는 大王(대왕)을 일괄적으로 太王(태왕)으로 판독하여 고구려 독자적인 칭호라고 주장하기도 한다. 광개토왕까지는 미칭 혹은 존칭으로 쓰다가 장수왕대부터 비로소 군주의 칭호로서 정착되었다고도 한다. 더 나아가 好太王(호태왕)의 好는 미천왕(美川王)을 호양왕(好壤王)이라고도 했다는 점을 들어 美와 같이 태왕을 꾸미는 말로 보고, 호왕이라 불렸던 문자명왕, 양원왕, 평원왕도 호태왕을 칭했는데 기록하는 과정에서 太가 탈락했을 것이라는 주장도 있다.

## 신라
오직 6세기 법흥왕과 진흥왕 대의 금석문에만 용례가 있으며 이때 역시 왕과 대왕을 혼용하였다.

## 같이 보기
- 신지와 읍차
- 가(加)
- 거서간
- 차차웅
- 마립간
- 이사금
- 어라하
- 가독부